# Mug Museum
Mug Museum — третий студийный альбом уэльсской певицы и продюсера Cate Le Bon (Cate Timothy) из Бостона, изданный 12 ноября 2013 года на лейблах Turnstile Music и Wichita Recordings.

## История
Mug Museum был записан в Лос-Анджелесе в марте 2013 года, вскоре после того, как Ле Бон переехала туда из Уэльса. Продюсерами альбома выступили Ноа Джорджсон, известный по работе с Джоанной Ньюсом и Девендрой Банхарт, и Джозайя Стейнбрик. Сотрудничество Ле Бон с Джорджесоном привело к созданию более свободного и приглушенного стиля по сравнению с ее предыдущими работами: «Мы поняли, что все звучит так хорошо, что существует неписаное правило, согласно которому вещи должны действительно заслуживать своего места в треке, чтобы быть там».
Ле Бон описала Mug Museum как реакцию на недавнюю смерть своей бабушки, заявив: «Это не столько альбом, наполненный скорбью, сколько альбом о том, что оставляет после себя человек, находящийся на вершине женской цепи, и о том, как ощутимо меняются все отношения. Я полагаю, что когда вы начинаете размышлять над любыми отношениями, то другие естественным образом переходят в другую плоскость». Mug Museum — это воображаемое место, где отношения рассматриваются и обдумываются". Название фразы mug museum («музей кружек») было придумано бывшим соседом по комнате в связи с накоплением чайных чашек в спальне Ле Бон

## Отзывы
| Совокупная оценка    | Совокупная оценка |
| Источник             | Оценка            |
| -------------------- | ----------------- |
| Metacritic           | 77/100            |
| Оценки критиков      |                   |
| Источник             | Оценка            |
| AllMusic             | [ 5 ]             |
| Consequence of Sound | D−                |
| NME                  | (8/10)            |
| Pitchfork Media      | (7.3/10)          |
| PopMatters           | (7/10)            |

Альбом получил положительные отзывы музыкальной критики и интернет-изданий. На сайте Metacritic, который присваивает средневзвешенную оценку из 100 баллов рецензиям ведущих изданий, альбом получил средний балл 77, основанный на 22 рецензиях, что свидетельствует о «в целом благоприятном» приеме.
Боб Бойлен, ведущий программы All Songs Considered на National Public Radio, сравнил альбом с работами Нико и Television и написал, что «он уже стал одним из моих новых лучших друзей». Позже он включил Mug Museum в свой список 20 лучших альбомов 2013 года.
Бен Хьюитт, написавший рецензию для NME, назвал альбом «удивительно странным» и похвалил за урезанные музыкальные аранжировки, а также за авторство песен Ле Бон. Джереми Ларсон из Pitchfork выразил похожие чувства, описав «маленькие, изящные песни с обманчивым количеством глубины». Он также похвалил вокал Ле Бон, написав: «Иногда она звучит как застенчивая участница фольклорного сильванского хора, а иногда она поднимается и издает высокую ноту сопрано в кульминации „Duke“». Брайан Джозефс из Consequence of Sound дал альбому отрицательную рецензию, написав, что «Mug Museum лишен какого-либо эмоционального диалога со слушателем».

## Список композиций
Слова и музыка всех песен — Cate Le Bon.
| №  | Название               | Длительность |
| -- | ---------------------- | ------------ |
| 1. | «I Can't Help You»     | 4:00         |
| 2. | «Are You with Me Now?» | 4:20         |
| 3. | «Duke»                 | 3:49         |
| 4. | «No God»               | 4:38         |
| 5. | «I Think I Knew»       | 4:48         |

| №                   | Название                   | Длительность |
| ------------------- | -------------------------- | ------------ |
| 6.                  | «Wild»                     | 3:28         |
| 7.                  | «Sisters»                  | 4:05         |
| 8.                  | «Mirror Me»                | 3:48         |
| 9.                  | «Cuckoo Through the Walls» | 5:29         |
| 10.                 | «Mug Museum»               | 3:44         |
| Общая длительность: | Общая длительность:        | 42:09        |